# Mendigos del mar
Mendigos del mar (en neerlandés: watergeuzen) era el nombre que se daba en Flandes a los piratas, y así se les conoció desde 1566 a los habitantes de los Países Bajos que se opusieron a la administración española. Felipe II de España propugnó la erradicación del calvinismo, en favor del catolicismo a través de la reforma de la jerarquía católica, de la creación de nuevos obispados y la elección para ellos de nuevos obispos, y de la ampliación de las funciones políticas del Consejo de Estado.
La puesta en práctica de estas medidas supuso una merma en las atribuciones de las instituciones locales y con ello la oposición tanto de la nobleza como de los calvinistas, encabezados por el príncipe de Orange, Guillermo el Taciturno. A pesar de que Felipe II había destituido del cargo de gobernador del Condado de Flandes al obispo de Malinas, Antonio Perrenot de Granvela, con el fin de apaciguar a los nobles rebeldes, estos se reunieron para protestar ante la gobernadora de los Países Bajos españoles, Margarita de Parma, y suscribieron un acuerdo que recibió el nombre de Compromiso de Breda el 2 de abril de 1566.
En 1566, la nobleza flamenca, mandada por Luis de Nassau (hermano de Guillermo de Orange-Nassau, el Taciturno) y Enrique, vizconde de Brederode, solicitó a la gobernadora la abolición de la Inquisición y de los edictos que habían sido promulgados contra el calvinismo. En el transcurso de la reunión entre Margarita de Parma y los compromisarios, uno de los consejeros de Estado, el conde Carlos de Berlaymont (Namur, 1510 - ibíd., 1578), los calificó despectivamente de «mendigos» (gueux, en francés), denominación que fue adoptada por Guillermo de Orange, el Conde de Egmont y Felipe de Montmorency, conde de Horn. A partir de ese momento, éstos se convirtieron en los dirigentes de la sublevación de los Países Bajos españoles. Entre el 10 de agosto y octubre de ese año se produjo la destrucción de iglesias e imágenes católicas por parte de calvinistas.
La primera acción de la insurrección fue la ocupación de Valenciennes y Tournai, fracasando en sus intentos sobre Ámsterdam y Amberes en 1566. Mientras, Margarita de Parma lograba unos efímeros triunfos (recuperando las ciudades tomadas a principios de 1567), que no la eximieron de restituir el culto protestante y permitir la celebración de sínodos.
Algunos rebeldes intentaron conquistar Amberes (1567), pero Guillermo de Orange no acudió en su ayuda, siendo derrotados en la batalla de Oosterweel, lo que favoreció el surgimiento de divergencias entre los mendigos. Fernando Álvarez de Toledo, III Duque de Alba y nuevo gobernador (1567-1573), comenzó una dura represión que condujo a la condena a muerte de los condes de Egmont y Horn por el Tribunal de los Tumultos o de la Sangre.
Durante el mandato de Guillermo de Nassau, los mendigos del mar, marineros y pescadores de Zelanda, Holanda y Frisia, protagonizaron una revuelta, convertidos en piratas. Estuvieron protegidos por Isabel I de Inglaterra hasta el 1 de marzo de 1572, en que con el fin de ganarse la amistad de Felipe II y acallar las quejas de los comerciantes hanseáticos, desterró de Dover a Guillermo II van der Marck, el almirante de los mendigos.

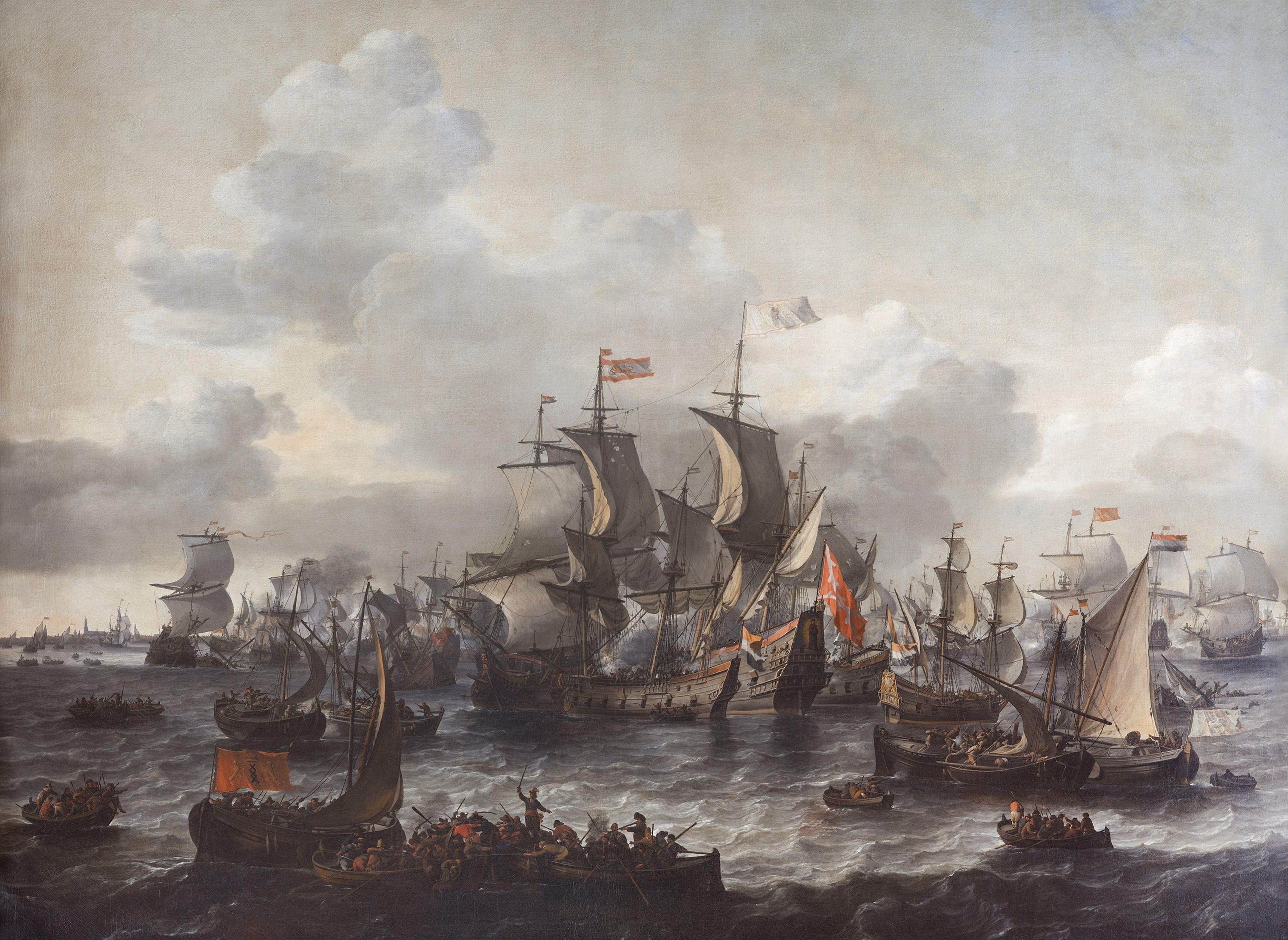
Combate entre la flota española y las embarcaciones rebeldes durante la Batalla del Zuiderzee.

El ámbito de actuación de los mendigos del mar no se circunscribió a las costas del canal de la Mancha, sino que también operaron en el Atlántico, donde solían interceptar el comercio marítimo de España con América. En 1572, ante la necesidad de nuevos puertos tras su expulsión de Inglaterra, conquistaron Brielle el 1 de abril y Flesinga el 13, propagándose una sublevación en primavera en la mayor parte de los Países Bajos contra el gobierno del III Duque de Alba. El 21 de mayo, tomaban el puerto de Encusa, cortando la salida al mar de las provincias del norte. En junio conquistaron Dordrecht y Gorcum, ejecutando en esta ciudad a muchos religiosos católicos (Mártires de Gorcum). El 2 de junio de 1574 los mendigos de Schiedam incendiarían la villa de Vlaardingen.

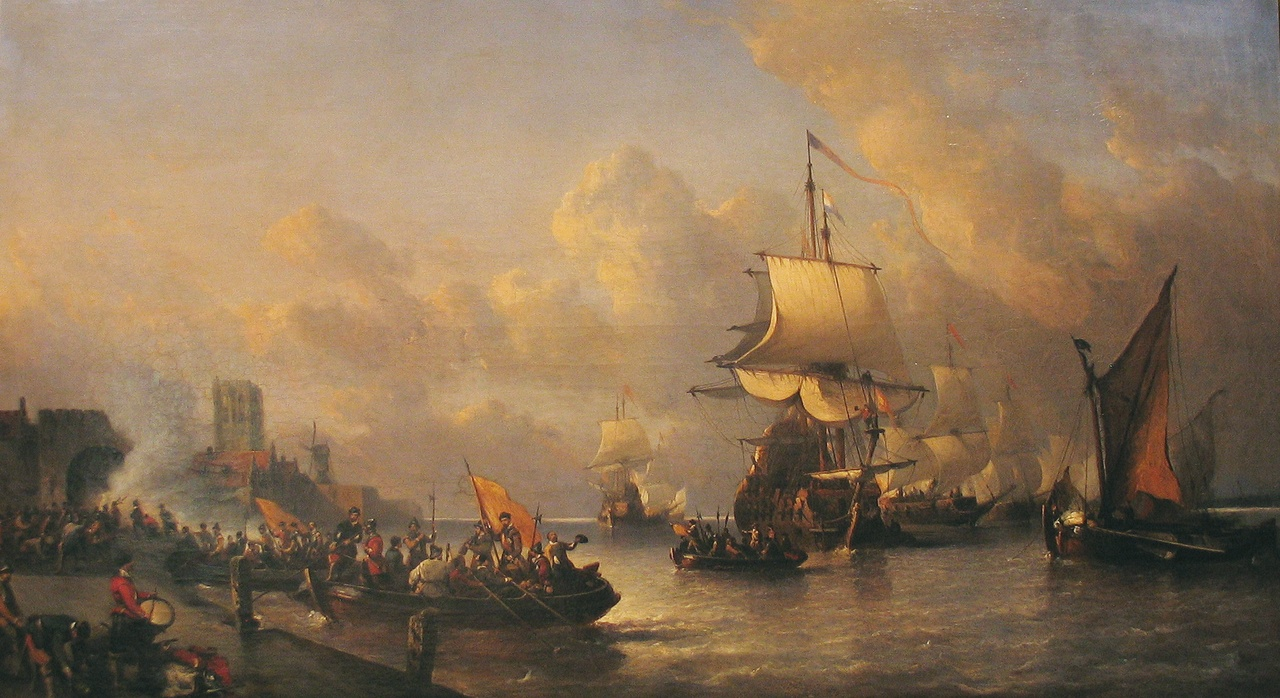
Captura de la ciudad de Brielle por los Mendigos del Mar en 1572.

Guillermo de Orange les dio patente de corso con la que atacar el comercio español. Establecieron bases en el puerto francés de La Rochelle, controlado por los hugonotes.
También surgieron en los Países Bajos los mendigos del bosque (en francés, gueux du bois), gente que formó las guerrillas que consiguieron expandir el movimiento insurreccional, hasta controlar, a fines de 1573, las provincias de Zelanda y Holanda. Ese mismo año (1573) los mendigos del mar destruyeron la abadía de Egmond.